# جان بلوندی
جان بلوندی (انگلیسی: Jon Blundy; ۷ اوت ۱۹۶۱ – ) دانشمند در زمینه سنگ‌شناسی اهل بریتانیا بود.
وی همچنین برندهٔ جوایزی همچون همکار انجمن سلطنتی شده‌است.